# 佐々木裕也
佐々木 裕也（ささき ゆうや、1988年4月6日 - ）は、日本のプロバスケットボール選手である。ポジションはシューティングガード。2011年から2014年までbjリーグのチームに所属していた。

## 来歴
秋田県大館市出身。大館市立東中学校を卒業した後、大館市と県境で接する青森県の青森山田高校に進学した。
高校卒業後は八戸大学、八戸のクラブチーム「八戸クラブ」を経て、bjリーグの信州ブレイブウォリアーズに練習生として加わり、2011-12シーズン途中の2012年2月に選手契約を結ぶ。このシーズンは7試合に出場し、1つのリバウンドを記録した。
2012-13シーズンは信州の練習生として迎えたが、10月12日に契約を結び選手に復帰する。佐々木はこのシーズン20試合に出場し、フリースローによる3得点を挙げた。シーズン終了後、チームは佐々木との契約を更新せず、佐々木は2013年よりbjリーグに新たに加わる青森ワッツと契約した
2013-14シーズンは11試合に出場し、3得点を記録する。シーズン終了後の2014年5月28日、青森は佐々木との契約が満了したことを発表した。
2016年4月、八戸学院光星高等学校を拠点とするバスケットボールスクールのコーチに就任した。

## 個人成績
| シーズン | チーム | GP | GS | MPG | FG%  | 3P% | FT%  | RPG | APG | SPG | BPG | TO  | PPG |
| -------- | ------ | -- | -- | --- | ---- | --- | ---- | --- | --- | --- | --- | --- | --- |
| 2011-12  | 信州   | 7  | 0  | 1.9 | 0.0  | 0.0 | 0.0  | 0.1 | 0.0 | 0.1 | 0.0 | 0.0 | 0.0 |
| 2012-13  | 信州   | 20 | 0  | 1.0 | 0.0  | 0.0 | 50.0 | 0.0 | 0.1 | 0.1 | 0.0 | 0.1 | 0.1 |
| 2013-14  | 青森   | 11 | 0  | 1.7 | 12.5 | 0.0 | 50.0 | 0.2 | 0.0 | 0.0 | 0.0 | 0.0 | 0.2 |